# Ярославский электровозоремонтный завод имени Б. П. Бещева
Яросла́вский электровозоремо́нтный заво́д имени Б. П. Бещева (ЯЭРЗ) — завод по ремонту электровозов для нужд железнодорожного транспорта, расположенный в Ярославле недалеко от Московского вокзала. До 1 июля 2009 года — филиал ОАО «Российские железные дороги», затем — филиал АО «Желдорреммаш».

## История
29 мая 1859 года (даты указаны по старому стилю) Александр 2 утвердил Указ Общества Московско-Ярославской железной дороги. Общество в составе шести учредителей стало началом существования сети железнодорожных путей, получивших название «Северных железных дорог». В 1862 году Общество построило первый участок линии от Москвы до Сергиева Посада длиной до 65,7 версты, который и стал прародительницей сегодняшней Северной магистрали и началом Московско-Ярославской железной дороги. В 1870 году введен в эксплуатацию участок Сергиев Посад — Ярославль.
Ярославская губернская газета «Северный край» опубликовала 21 ноября 1903 года сообщение следующего содержания:
«К сооружению больших центральных мастерских Ярославской железной дороги в Ярославле будет приступлено с будущего года. Участок земли под мастерские, расположенный между Костромской линией и Волжской веткой, уже приобретен у дорогой ямских крестьян за сумму около 100 тысяч рублей. Участок этот составляет территорию — около 20 десятин...»
Первым был утвержден20 марта 1904 года эскизный проект силовой станции. И в тот же день был рассмотрен и утвержден проект литейной мастерской. 18 сентября 1904 года — проект паровозосборной мастерской, 12 мая 1908 года — проект кузницы и бандажной, 13 июля 1908 года — проекты механической и колесотокарных мастерских, 4 октября 1910 года — чертежи соединительного корпуса. Одновременно с кузницей было начато строительство здания механической и колесотокарных мастерских.
Уже с 1910 года эти мастерские начали работать, но дооснащение оборудованием продолжалось до 1912 года. Паровозосборочный цех сдал в эксплуатацию в 1912 году (к этому времени все мастерские начали называться цехами).
Завод основан в 1912 году как Главные железнодорожные мастерские Северных железных дорог. В 1916 году было отремонтировано большим ремонтом 92 паровоза, случайным ремонтом — 74. Изготовлено изделий из стали — 563 пуда, изделий из железа — 3251 пуд, изделий из меди — 801 пуд, изделий из чугуна 12146 пудов.
В 1929 году мастерские переименованы в Ярославский паровозоремонтный завод. Ремонтировал паровозы, в частности паровозы серии Е, С, Су.
Во время Великой Отечественной войны завод построил 7 и отремонтировал и переоборудовал 36 бронепоездов. Самым известным отремонтированным бронепоездом стал локомотив № 60/14, получивший прозвище «Неуловимый» и служивший на Западном фронте. Также завод построил 6 бронеплощадок, также предприятие выпускало артиллерийские снаряды. Ярославский паровозоремонтный завод (ЯЭРЗ) в период с 1941 по 1945 годы перешел на выпуск военной продукции. Первое фронтовое задание — постройка двух вагонов-бань — было выполнено во внерабочее время.
Все послевоенные годы характерны для предприятия постоянным наращиванием объемов производства и увеличением выпуска продукции. Выпуск товарной продукции в 1961 году, например, возрос по сравнению с 1946 годом в 2,5 раза, паровозов в 2 раза. В 1963 году достигнут наибольший выпуск паровозов — 333 в год. Чугунного литья в 1967 году выпущено в 10 раз больше, чем в 1946 году, поковок 6,3 раза.
В 1967 году по заданию Главка ПКТБ по локомотивам разработало проект временного размещения ремонтов электровозов в существующих цехах — по предложениям специалистов завода. Были созданы бригады по ремонту узлов электровозов и отправлены на родственные предприятия для обучения. Часть заводов обучалась на созданных при заводе курсах без отрыва от основной работы. На этих курсах прошли переподготовку весь командный состав и инженеры завода. В 1970 году в связи с началом ремонта электровозов завод получает наименование Ярославский электровозоремонтный завод.
В 2000 Ярославский электровозоремонтный завод определен базовым предприятием по ремонту электровозов чешского производства серии ЧС и модернизации электровозов ЧС2 с продлением срока службы на 20 лет.

## Современность
В начале 2010-х на предприятии трудилось около 2000 человек.
Как отмечалось в публикации 2017 года, посвященной 105-летию предприятия, завод «входит в число крупнейших в России предприятий по ремонту электроподвижного состава, выпуску машиностроительной продукции и электрической аппаратуры». Основным направлением работы завода стали ремонт и модернизация электровозов серий ЧС2, ЧС6, ЧС7, ЧС2Т, ЧС200. На заводе ведется выпуск запчастей и электроаппаратов для тепловозов и электровозов. Новым направлением деятельности предприятия стал ремонт грузовых электровозов переменного тока серии ВЛ80С. Управление активами завода ведется группой компаний «Локомотивные технологии».Завод ремонтирует электровозы серий ВЛ8, ВЛ10, ЧС2, ЧС6, ЧС7, ЧС2Т, ЧС200,
ЭП2К, ЭП1, Ремонт электровозов ВЛ8 прекращён в связи с прекращением их эксплуатации, а ЧС2 и ЧС200 завод ремонтировать начал в опытном порядке с 2005 года.
Завод производил глубокую модернизацию электровозов ЧС2 с заменой кабины и электрооборудования, после которой они приобретают собственное обозначение — ЧС2К.
Кроме этого, завод выпускает запасные части и электроаппараты для электровозов и тепловозов, вагонные замедлители, узлы щебнеочистительных машин, вагонные тормозные колодки.

Электровоз ЧС2К
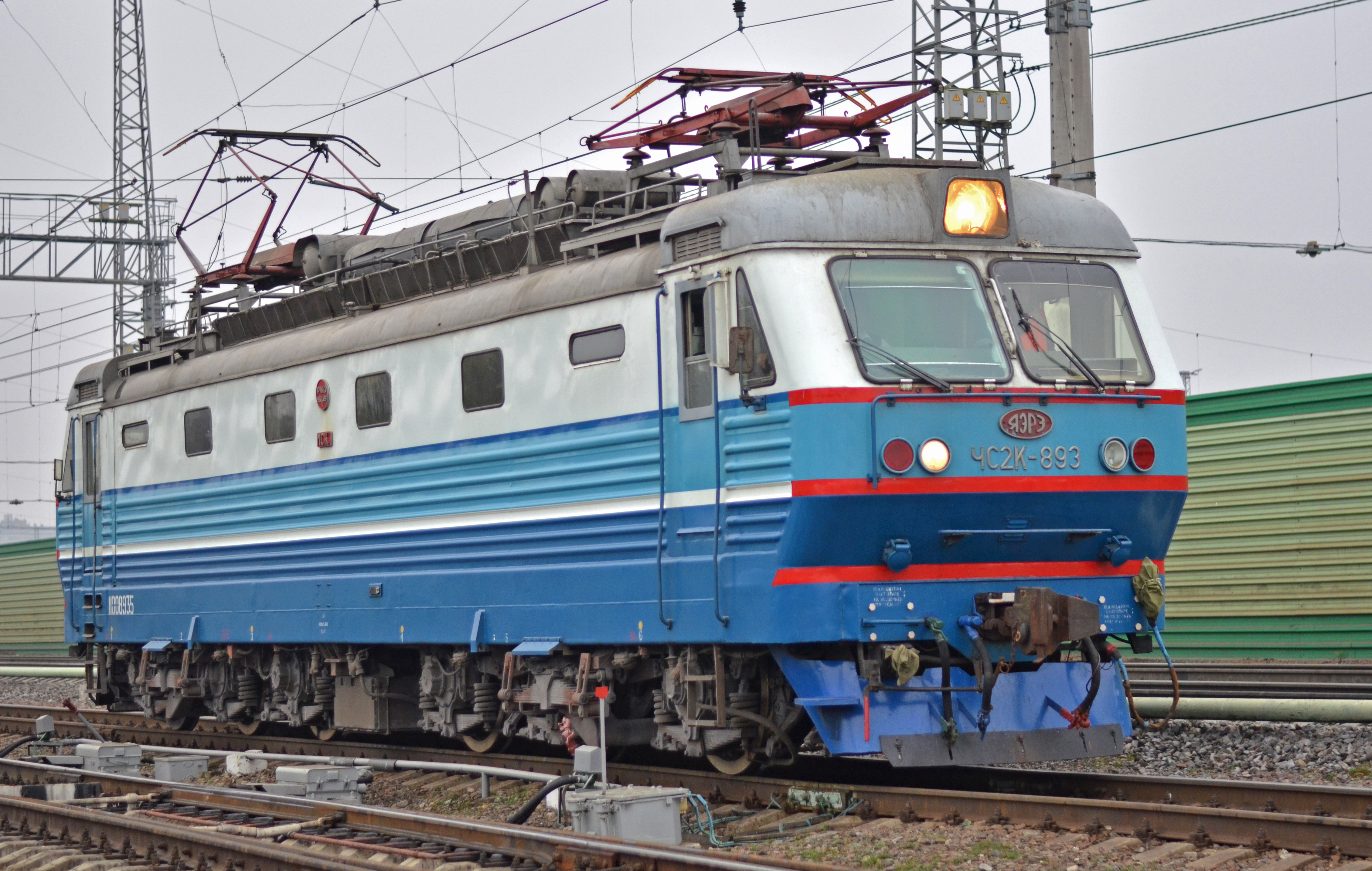
ЧС2К-893
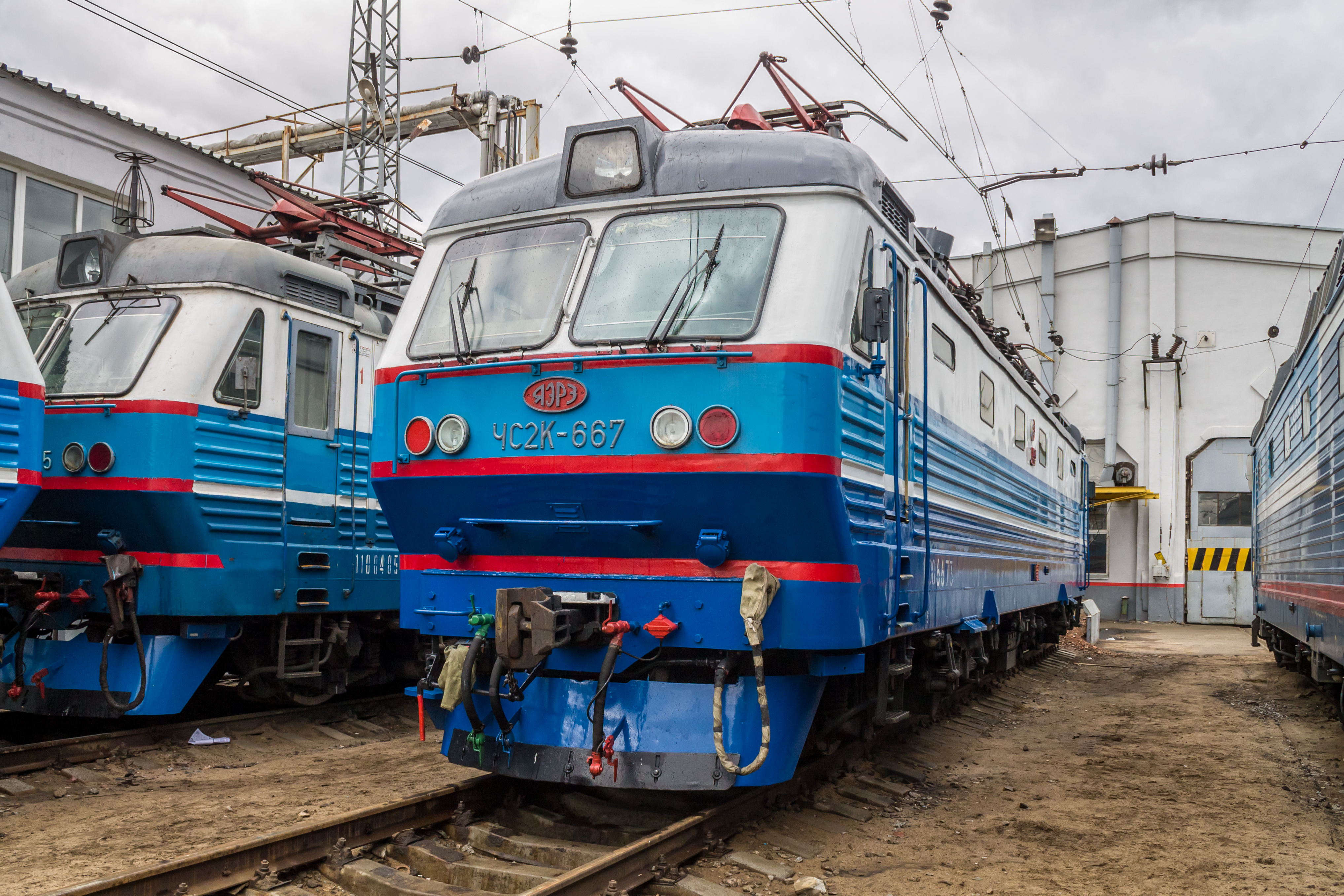
ЧС2К-667 в депо
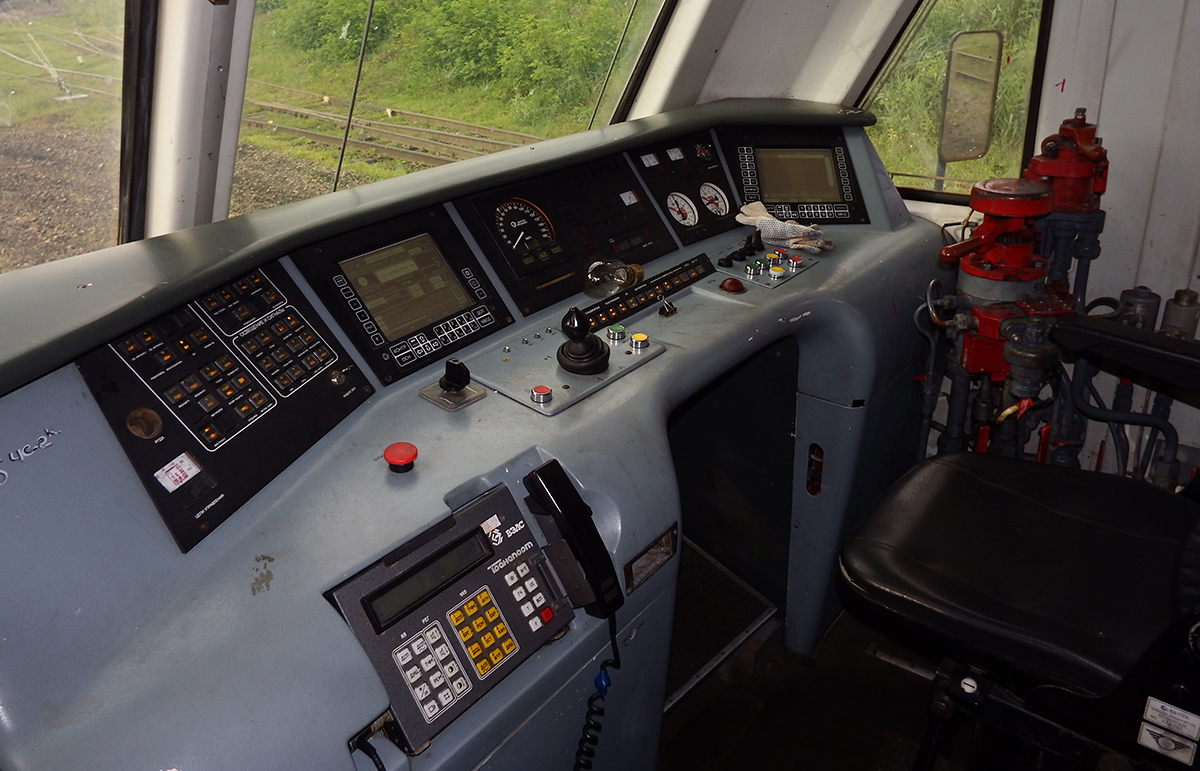
Кабина электровоза ЧС2К

В 2009 в рамках освоения производства на ЯЭРЗ был выпущен опытный экземпляр маневрового тепловоза ТЭМ31. Впоследствии завод перешёл к выпуску модернизированного варианта, получившего обозначение ТЭМ31М, а в августе 2013 года появилась следующая версия — ТЭМ31Г.
В 2010 году начато освоение производства автомотрис АЯ4Д.
По данным на 2022 год, на долю завода приходится около трети российского объема производства асинхронных двигателей. В 2021 году заводом было отгружено продукции на сумму 2 млрд 237 млн рублей, что на 14,8 % больше, чем в 2020 году. Среднесписочная численность сотрудников завода составила 903 человека

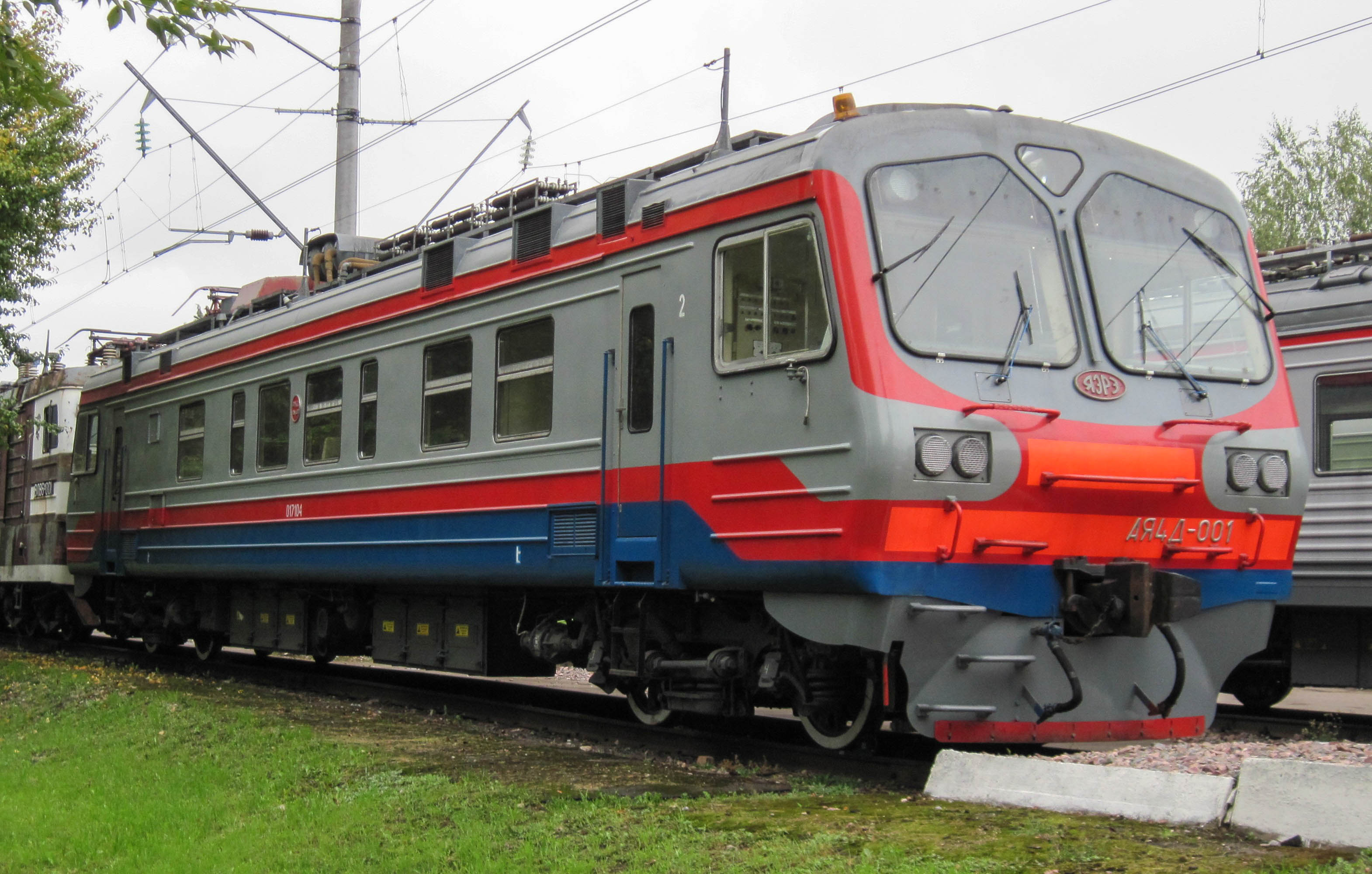
АЯ4Д-001